# Herbert Junior Couacaud
Herbert Junior Couacaud est un sportif mauricien, ayant pratiqué la natation et le rugby à XV.

## Carrière
Herbert Junior Couacaud remporte aux Jeux africains de 1999 à Johannesbourg la médaille de bronze du 1 500 mètres nage libre. Il est aussi quatrième de la finale du 400 mètres nage libre, cinquième de la finale du 400 mètres quatre nages et septième de la finale du 200 mètres papillon.
Il pratique aussi le rugby à XV, faisant partie de la première ligne de l'équipe de Maurice de rugby à XV disputant le CAR Development Trophy 2008. Il a joué en club pour le Western Cowboys RFC.

## Famille
Il est le fils de Catherine et Herbert Couacaud, hôtelier et sportif mauricien, et le frère d'Enzo Couacaud, joueur de tennis ayant notamment disputé l'Open d'Australie 2023 et d'Olivier Couacaud qui est champion de Maurice de tennis et directeur de la rhumerie de Chamarel,.